# Phthitia cortesi
Phthitia cortesi är en tvåvingeart som beskrevs av Marshall och Smith 1995. Phthitia cortesi ingår i släktet Phthitia och familjen hoppflugor. Inga underarter finns listade i Catalogue of Life.